# Ursus (Varšava)
Ursus (lat. Medvěd) je městský obvod ve Varšavě. V letech 1952 až 1977 to bylo samostatné město. Do roku 1954 bylo známé jako Czechowice. Má rozlohu 9,35 km² a žije zde 47 285 obyvatel.